# 왕안위
왕안위(중국어: 王安宇, 병음: Wáng Ānyǔ, 한자음: 왕안우, 1998년 2월 3일 ~ )는 중국의 배우이다.

## 출연작

### 드라마
- 2019년 텐센트 웹드라마 《몽회 : 한여름밤의 꿈》 - 아이신 교로 인샹 역
- 2019년 아이치이 웹드라마 《섬광소녀》 - 펑안닝 역
- 2020년 후난위성텔레비전 금응독파극장 《이십불혹》 - 돤전위 역
- 2020년 텐센트 웹드라마 《여세자 : The Heiress 》 - 왕중옥 역
- 2020년 텐센트 웹드라마 《처음부터 너야》 - 장정한 역
- 2021년 아이치이 웹드라마 《아적시대, 니적시대》 - 션저 역
- 2021년 후난위성텔레비전 금응독파극장 《배니축풍비상》 - 샤오베이성 역
- 2022년 후난위성텔레비전 금응독파극장 《이십불혹 2》 - 돤전위 역
- 2022년 동방 위성 텔레비전 동방극장 《환희의 찬가》 - 리치싱 역